# Carl Eckart
Carl Henry Eckart (San Luis, Misuri, 4 de mayo de 1902 – La Jolla, California, 23 de octubre de 1973) fue un físico, oceanógrafo y geofísico estadounidense. Codesarrolló el teorema de Wigner–Eckart y también es conocido por las condiciones de Eckart en mecánica cuántica, y por el teorema de Eckart-Young en álgebra lineal.

## Educación
Eckart ingresó en 1919 en la Universidad Washington en San Luis, donde obtuvo su graduación en ingeniería. Debido a la influencia de Arthur Holly Compton (miembro de facultad de físicas y más tarde su rector), Eckart continuó sus estudios de física en Princeton, donde en 1923 estuvo becado en un grupo de investigación de Edison para idear la lámpara incandescente. Obtuvo su doctorado en 1925.
Durante sus estudios de licenciatura, Eckart escribió un artículo con Karl Compton, hermano de Arthur Compton acerca de arcos de bajo voltaje, particularmente sobre los fenómenos oscilatorios que surgen en la difusión de electrones contra los campos de bajo voltaje. Continuó con esta línea de trabajo después de que recibió su doctorado, obteniendo una beca del Consejo Nacional de Investigación en el Instituto de Tecnología de California (Caltech) durante el periodo de 1925 a 1927.
Max Born, Director del Instituto de Física Teórica en la Universidad Georg-August de Göttingen y co-desarrollador de la formulación de la mecánica matricial de la mecánica cuántica con Werner Heisenberg, estuvo en el Caltech en el invierno de 1925 y dio una conferencia acerca de su trabajo. La conferencia de Born dio a Eckart el impulso necesario para investigar el posible formalismo de un operador general para la mecánica cuántica. A principios de 1926, Eckart desarrolló este formalismo.  Cuando el primer artículo de Erwin Schrödinger de la serie de cuatro dedicados a la formulación de la mecánica ondulatoria en la mecánica cuántica fue publicado en enero, Eckart se dio cuenta rápidamente de que la formulación matricial y la formulación ondulatoria de la mecánica cuántica eran equivalentes; y envió su artículo al Proceedings de la Academia Nacional de Ciencias de los Estados Unidos de América para su publicación.  Aun así, fue publicado el 31 de mayo de 1926, mientras que el artículo equivalente de Schrödinger se hizo público el 18 de marzo de 1926, por lo que recibió la primacía del hallazgo.
En 1927, Eckart recibió una beca Guggenheim para estudios postdoctorales de investigación con Arnold Sommerfeld en el Universidad de Múnich Ludwig Maximilians, uno de los tres centros principales para el desarrollo de mecánica cuántica (junto a Göttingen con Born y la Universidad de Copenhague con Niels Bohr). Allí coincidió con Rudolf Peierls, y con otros dos becarios de la Fundación Guggenheim, Edwin C. Kemble y William V. Houston. En Múnich, trabajó en el comportamiento mecánico cuántico de los osciladores sencillos utilizando la ecuación de Schrödinger y relacionó el cálculo de operadores con la formulación matricial de la mecánica cuántica.  También aplicó su trabajo a la teoría de los electrones y a la conductividad de los metales usando la estadística de Fermi, cofirmando un artículo sobre el tema con Sommerfeld y William V. Houston.

## Carrera

### Universidad de Chicago

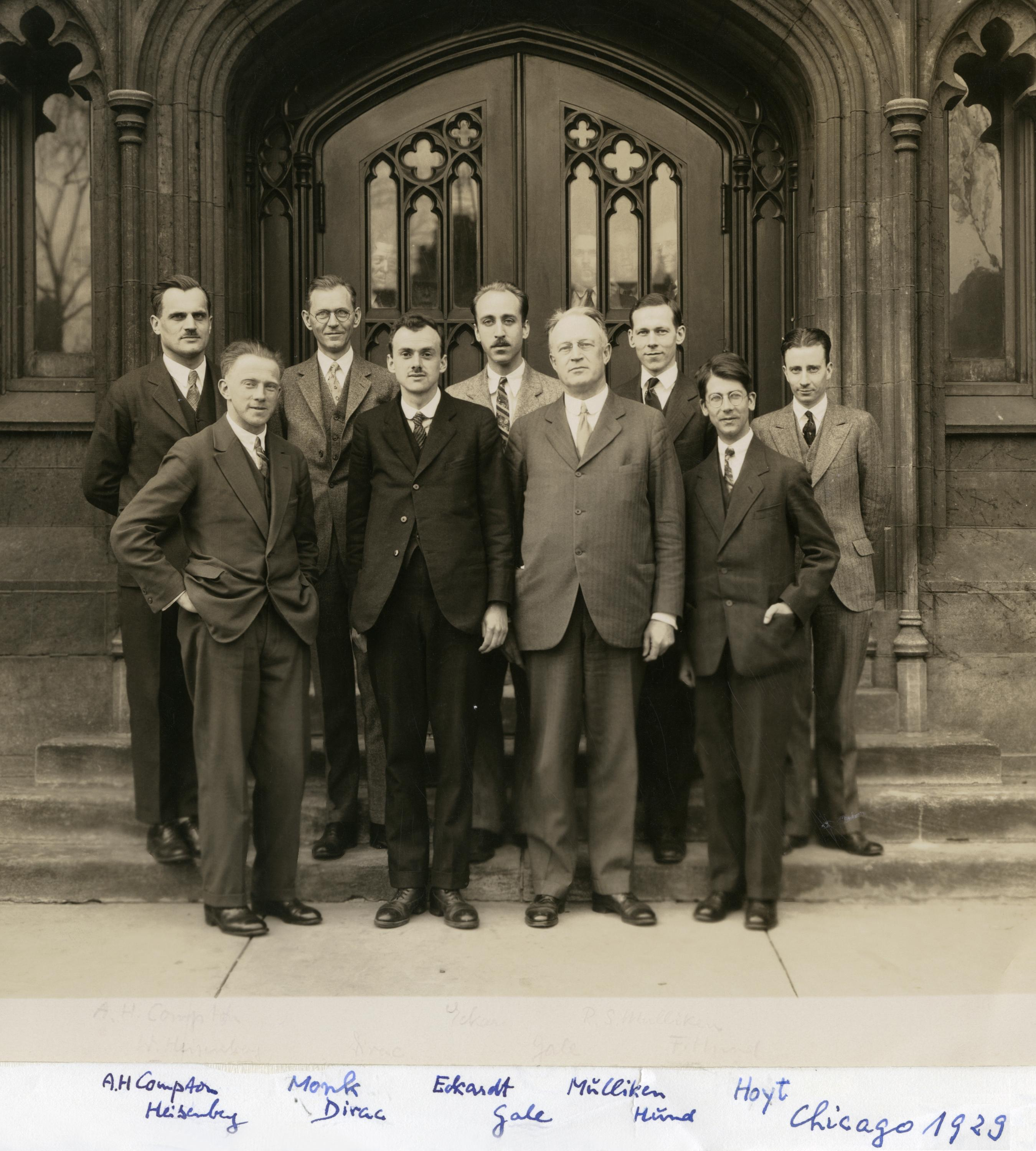
Chicago 1929: Arthur Compton, Werner Heisenberg, George S. Monk, Paul Dirac, Carl Eckart, Henry Gale, Robert Mulliken, Friedrich Hund y F.C. Hoyt (leyenda de Friedrich Hund)

Regresado a los Estados Unidos en 1928, Eckart fue nombrado Profesor Ayudante en el Departamento de Física de la Universidad de Chicago, donde continuó su trabajo en mecánica cuántica durante otros 14 años.  Digno de mención fue su artículo en colaboración con Helmut Hönl, quién recibió su doctorado dirigido por Sommerfeld en 1926; el artículo, dedicado a los fundamentos de la mecánica cuántica, trataba sobre el papel de la teoría de grupos en la dinámica cuántica en sistemas monatómicos; y comparaba las teorías nucleares de Werner Heisenberg y de Eugene Wigner.  Durante este periodo, Eckart desarrolló su formulación del teorema de Wigner-Eckart (un enlace entre los grupos de transformación de simetría aplicado sobre la ecuación de Schrödinger y las leyes de conservación de la energía, el momento, y el momento angular).  El teorema es particularmente útil en espectroscopia. Con F. C. Hoyt, Eckart tradujo el libro de Heisenberg sobre los principios físicos de la mecánica cuántica.  Durante el año académico 1934-1935, Eckart se tomó un período sabático en el Instituto de Estudios Avanzados de New Jersey, que repitió en los años académicos 1952-1953 y 1960-1961.  Durante este periodo,  publicó en colaboración con Gale Young una prueba del teorema de Eckart-Young, solucionando el problema de la aproximación por mínimos cuadrados de una matriz dada mediante una matriz de rango menor.
En diciembre de 1938, Otto Hahn y Fritz Strassmann realizaron en Alemania un experimento que apuntaba hacia la fisión del uranio.  Comunicaron sus resultados a su antigua colega Lisa Meitner, quien había huido de Alemania a principios de aquel año.  En enero de 1939, Meitner y su sobrino Otto Frisch interpretaron correctamente los resultados experimentales como la fisión de uranio. La noticia del descubrimiento se extendido muy rápidamente.  Con el potencial de fabricar un arma atómica basada en la fisión y la amenaza de guerra en Europa, este hecho provocó inquietud en muchos científicos. Léo Szilárd por ejemplo, sospechaba que Alemania desarrollaría un arma atómica. A raíz de dos reuniones con Albert Einstein, la primera con Szilárd y Eugene Wigner, y la segunda con Szilárd y Edward Teller, Einstein firmó la carta Einstein–Szilárd al Presidente Franklin Delano Roosevelt en agosto. La Segunda Guerra Mundial estalló en Europa en septiembre.  La carta fue entregada a Roosevelt en octubre por el economista y banquero Alexander Sachs. En respuesta a la carta, al cabo de un mes se creó el Comité del Uranio, organizado por secciones temáticas. La sección de Aspectos Teóricos, presidida por Enrico Fermi, se estableció en la Universidad de Chicago, y Eckart era uno de sus miembros. Aun así, en 1941, Eckart se retiró del Comité debido a sus ideas contrarias a la bomba atómica. También son notables durante este periodo sus artículos sobre la termodinámica de procesos irreversibles.

### Universidad de California en San Diego
Con la entrada de los Estados Unidos en la Segunda Guerra Mundial en diciembre de 1941, la comunidad científica vio cómo se incrementaron sus incentivos para participar en el esfuerzo de guerra.  Los submarinos del Eje eran un importante problema para la flota aliada, y los científicos de la universidad fueron requeridos por la U. S. Navy respecto a su detección óptica y acústica .  B. O. Knudsen, director de la recientemente formada División de Investigación Bélica de la Universidad de California , y su asociado L. P. Delsasso solicitaron ayuda a Eckart, quien dejó su plaza de profesor asociado de la Universidad de Chicago para trabajar en el problema, iniciando su estancia de 31 años en California.  Desde 1942 fue director asistente de la División de Investigación de Guerra, y finalmente fue nombrado director, posición que ocupó hasta 1946.
En 1946, Eckart dimitió oficialmente su plaza en la Universidad de Chicago para ser profesor de geofísicas en el Scripps Institution of Oceanography de la Universidad de California en San Diego (UCSD), donde permaneció hasta 1971.  En 1946 también fue el primer director del Marine Physical Laboratory  (Laboratorio Físico Marino) (MPL) de la Universidad de California.  El MPL fue fundado por Eckart, Roger Revelle, y el Almirante Rawson Bennett para promover la investigación geofísica de interés común para las comunidades académicas y navales.  En 1948, el MPL se convirtió en una parte integral de la Scripps Institution of Oceanography, siendo Eckart su cuarto director hasta 1952.  Eckart contribuyó a la geofísica conectando los principios hidrodinámicos teóricos con las propiedades físicas reales del agua.  En las décadas siguientes investigó en el comportamiento térmico de las capas del océano y de la atmósfera sobre el mar, y escribió un libro dedicado a la transmisión del sonido en el mar, a las turbulencias, a las interacciones del aire con el mar, a la generación y estructura de su superficie, y a las olas en el interior del océano.
Después de la Segunda Guerra Mundial, Eckart recopiló su trabajo y el trabajo de otros sobre la detección submarina y lo publicó en un volumen clasificado titulado "Principles and Applications of Underwater Sound" (Principios y Aplicaciones del Sonido Submarino), publicado por primera vez en 1946.  Se desclasificó en 1954 y fue vuelto a imprimir en 1968. Es una referencia estándar.
Durante el periodo de 1957 a 1959, Eckart fue miembro del Consejo Consultivo Editorial del Laboratorio de Física Aplicada de la Universidad Johns Hopkins para la serie de Matemática y Mecánica aplicadas. Entre 1959 y 1970, también fue asesor de empresas comerciales como la General Dynamics Corporation y la Rand Corporation.
De 1965 a 1967, Eckart fue vicerrector de asuntos académicos en el UCSD. Trabajó en la Universidad de California de 1967 a 1968, alternando esta función con la representación del Instituto para el Análisis de la Defensa,  con 12 universidades asociadas y que funcionaba como una fuente independiente de estudios y asesoramiento para el Departamento de Defensa.
Eckart Contribuyó a la publicación póstuma de algunos trabajos del matemático John von Neumann.

## Vida personal
Eckart se casó con Edith Louise Frazee en 1926; y se divorciaron en 1948. En 1958, se casó con la pionera de la programación Klara Dan von Neumann, viuda del matemático John von Neumann; Klara murió ahogada en 1963.

## Reconocimientos
- 1948 – Certificado del Mérito firmado por el presidente Harry Truman
- 1952 – Miembro de la Academia Nacional de Ciencias
- 1966 – Medalla Alexander Agassiz de la Academia Nacional de Ciencias por sus contribuciones a la oceanografía.
- 1972 – Medalla William Bowie  de la Unión Geofísica Americana para contribuciones excepcionales a los fundamentos de la geofísica.

## Publicaciones
- Werner Heisenberg, Translated by Carl Eckart and F. C. Hoyt The Physical Principles of the Quantum Theory (Dover, 1930)

- Carl Eckart and others. Principles and Applications of Underwater Sound (NRDC, 1946). Originally a classified document and published as a Summary Technical Report of Division 6, NDRC Volume 7, Washington, D.C., 1946. Declassified and distributed September 7, 1954. Reprinted and redistributed by Department of the Navy Headquarters Naval Material Command, Washington, D.C., 1968.[3][19]

- Carl Eckart Hydrodynamics of Oceans and Atmospheres (Pergamon Press, 1960)

## Lecturas relacionadas
- Carl Eckart The Solution of the Problem of the Simple Oscillator by a Combination of the Schrödinger and the Lanczos Theories, Proceedings of the National Academy of Sciences of the United States of America 12 473-476 (1926). Submitted 31 May 1926.
- Carl Eckart (National Research Fellow) Operator Calculus and the Solution of the Equations of Quantum Dynamics, Phys. Rev. 28 (4) 711 - 726 (1926).  California Institute of Technology.  Received 7 June 1926.
- A. Sommerfeld, W. V. Houston, and C. Eckart, Zeits. f. Physik 47, 1 (1928)
- Carl Eckart The Application of Group theory to the Quantum Dynamics of Monatomic Systems, Rev. Mod. Phys. 2 (3) 305 - 380 (1930). University of Chicago.
- Carl Eckart, Some Studies Concerning Rotating Axes and Polyatomic Molecules, Physical Review 47 552-558 (1935).
- Carl Eckart The Approximate Solution of One-Dimensional Wave Equations, Rev. Mod. Phys. 20 (2) 399 - 417 (1948). University of California, Marine Physical Laboratory, San Diego, California.